# VRI (autoestrada)
A   VRI  (Via Regional Interior) é a mais curta autoestrada portuguesa, com uma extensão de apenas 3 km. Liga a   A 41 , junto ao Aeroporto Francisco Sá Carneiro, à   A 4  em Custoias.
Apesar da sua curta extensão, é uma autoestrada importante porque permite uma rápida ligação ao aeroporto a partir da cidade do Porto, evitando boa parte da congestionada   A 28 .
A   VRI  foi inaugurada em 2006 e pertence à Concessão Rodoviária do Grande Porto, atribuída à Ascendi, e funciona num regime sem custos para o utilizador (SCUT).

Traçado da VRI no Google Maps e fotografias do Google StreetView

## Estado dos Troços
| Troço | Situação                                         | km  |
| ----- | ------------------------------------------------ | --- |
| VRI   | Em serviço (2006) (Concessão: SCUT Grande Porto) | 3,0 |

## Perfil
| Troço | Perfil | Extensão |
| ----- | ------ | -------- |
| VRI   | +      | 3 km     |

## Saídas
| Número da Saída | Nome da Saída                                                 | Estrada que liga |
| --------------- | ------------------------------------------------------------- | ---------------- |
|                 | Aeroporto Francisco Sá Carneiro                               |                  |
| 1               | Viana / Perafita Felgueiras / Maia S. Cruz do Bispo / Moreira | A 41             |
| 2               | Porto de Leixões (carga)                                      | VILPL            |
| 3               | Vila Real / A 3 Porto Matosinhos / A 28 Porto                 | A 4              |